# Vor uns die Hölle
Vor uns die Hölle (Originaltitel: Ten Seconds to Hell) ist ein britisch-deutsch-amerikanisches Filmdrama über ein Bombenentschärfungskommando aus der Hammer Films-Produktion. Jack Palance, Martine Carol und Jeff Chandler, der „einen hinterhältigen, raffgierigen, deutschen Bombenentschärfer“ verkörperte, spielten die Hauptrollen. Regie führte Robert Aldrich, die Vorlage zu diesem Film, der Roman „The Phoenix“, verfasste Lawrence P. Bachmann.

## Handlung
Im Berlin in den frühen Nachkriegsjahren. Der Wiederaufbau ist schon vorangeschritten, aber noch immer klaffen überall Baulücken und bestimmen zahlreiche Bauruinen das Stadtbild. Um die Städte wieder sicher und vor allem auch wohnbar zu machen, erweist sich eine Berufsgruppe von unschätzbarem Wert, der mit dieser Geschichte ein filmisches Denkmal gesetzt werden soll: Die Bombenentschärfer. Im Zentrum dieses Films steht die lebensgefährliche Arbeit von sechs von ihnen, angeführt von dem aufrichtigen und geradlinigen aber auch desillusionierten Erich Körtner. Seine Kollegen heißen Hans Globke, Peter Tillig, Wolfgang Sulke, Franz Löffler und Karl Wirtz. Wirtz ist der Antagonist Körtners, ein skrupelloser Unsympath, der immer nur auf seinen eigenen Vorteil bedacht ist. Tag für Tag werden die sechs Männer von den Besatzern in Gestalt des britischen Major Haven herangeholt, um alliierte Fliegerbomben der Jahre 1939 bis 1945, die nicht zur Explosion kamen, zu entschärfen. Und schon einige ihrer Kollegen haben dabei ihr Leben gelassen.
Der eiskalte Zyniker Karl Wirtz, der bei der Wahl um den Posten des Truppführers Erich unterlag, geht mit Erich Körtner die morbide Wette ein, dass er ihn bei diesem Job sicherlich überleben werde. Alle Bombenentschärfer verabreden im Übrigen, dass die Hälfte ihres Bombenlohns an diejenigen Kollegen gehen soll, die in dem kommenden drei Monaten diesen explosiven Job überstanden hätten. In der Pension der attraktiven französischen Witwe eines deutschen Soldaten, Margot Hofer, um die sich Karl Wirtz – zu Körtners großem Verdruss – auf ziemlich hartnäckige Weise bemüht, haben alle Sechse Unterkunft gefunden. Mit größter Sorgfalt werden nun Tag für Tag die hochsensiblen Sprengkörper unschädlich gemacht bis eines Tages dann doch eine in die Luft geht. Es handelt sich um eine britische 1000-Pfund-Bombe, bei deren Entschärfung es Globke regelrecht zerreißt. Da Erich annimmt, dass diese Bombe einen doppelten Zünder haben müsse, erbittet er bei seinem Vorgesetzten, den englischen Major, um mehr Informationen zur Bauweise dieser Bombe.
Auch privat kommt es nun zu harten Auseinandersetzungen zwischen Körtner und Wirtz. Als Letzterer im betrunkenen Zustand gegenüber Margot zudringlich wird, ist es Erich, der sich dazwischenwirft. Karl zieht sich zurück, macht aber spöttische Bemerkungen über Körtners mutmaßlichen Motive, die ja wohl nicht ganz edel gewesen sein dürften. Margot sieht sich genötigt, sich Erich gegenüber zu erklären und macht ihm klar, dass sie die Ablehnung von allen Seiten – die Franzosen würden sie als Deutschen-Liebchen verachten, für die Deutschen wiederum sei sie aus Feindesland – abstumpfen ließ und sie nunmehr jedes Zipfelchen Glück, sollte es auch nur ansatzweise um die Ecke lugen, sofort festhalten werde. Wenige Tage später wird die Entschärfertruppe von einer Frau Bauer gerufen: Kollege Tillig sei von herabstürzenden Ruinenteilen begraben worden, und eine Bombe würde nun auf ihm liegen. Da alle anderen andernorts im Einsatz sind, müssen die beiden Feinde Erich und Karl den Job übernehmen. Zwar gelingt Erich die Entschärfung, und ein hinzugerufener Arzt kann Tillig untersuchen, doch ist dieser derart verletzt und geschwächt, dass der Doktor ihm keine Überlebenschancen mehr gibt. Wenig später bricht der Rest der Ruine auf Tillig und den Mediziner herab und tötet beide. Zutiefst verstört, kehrt Erich in seine Unterkunft zurück und sucht Trost bei Margot. Beide gebrochenen Seelen kommen sich dabei näher. Am darauf folgenden Tag begeben sich Margot und Erich auf einen kleinen Ausflug in einen anderen Stadtteil. Dabei erzählt Körtner der Französin, dass er vor dem Krieg als Architekt gearbeitet hätte und angesichts seines lebensgefährlichen Jobs heute nicht weiß, ob es klug wäre, mit ihr eine Beziehung zu beginnen, wo er doch jeden Tag umkommen könne.
Im britischen Hauptquartier erklärt Haven, dass er keine zusätzlichen Informationen über die extrem gefährliche britische 1000-Pfund-Bombe beschaffen könne. Die Briten haben man mittlerweile herausgefunden, dass Körtner sich während des Krieges einigen Ärger mit den Nazis wegen seiner regimekritischen Haltung eingefangen habe und daraufhin nicht mehr als Architekt arbeiten durfte. Er und die anderen Bombenentschärfer wurden stattdessen mit Zerstörungstätigkeiten betraut. Jeder von ihnen hatte nur noch eines im Sinn: den Krieg irgendwie zu überstehen. Als Wirtz erkennt, wie Erich Tag für Tag mit zunehmenden Ängsten zu kämpfen hat, bietet er diesem an, die Truppe zu verlassen und die Wette schon jetzt als verloren anzuerkennen. Doch Körtner lehnt ab. Bei einem weiteren Einsatz zur Entschärfung einer Bombe mit Zweifachzünder stirbt Kollege Sulke. Die verbliebenen Männer wollen zwar bei der Übereinkunft bleiben, das Geld der ums Leben gekommenen Entschärfer an die Überlebenden ihrer Truppe zu verteilen, ziehen es aber auch in Erwägung, Sulkes Witwe, die nun mit einem Kind allein dasteht, etwas abzugeben. Karl weist diesen Vorschlag brüsk zurück. Er sagt, jeder müsse sehen, wo er bleibt.
Am nächsten Tag wird Franz Löffler zu einer Bombe gerufen, die in einem Kanal gelandet ist und auch dort entschärft werden muss. Dabei kommt er ums Leben, als er bei dem Entschärfungsversuch ertrinkt. Margot kann daraufhin vor Angst kaum mehr schlafen und bittet Körtner händeringend, seinen Job aufzugeben, um mit ihr eine gemeinsame Zukunft aufbauen zu können. Doch Erich sagt ihr, dass er herausfinden möchte, ob er stärker sei als Karls Egoismus und Gier. Einige Tage darauf wird Karl Wirtz zu einer Bombenentschärfung gerufen, die es in sich hat. Wieder einmal ist eine der verteufelten britischen 1000-Pfund-Bomben entdeckt worden. Erich kommt wenig später dazu, um das Umfeld zu überprüfen und abzusichern. Beide Männer besprechen, wie man am besten vorgehen soll. Karl kommt bei der Entschärfung gut voran, ruft aber dann urplötzlich um Hilfe, weil ein Zünderteil verrutscht ist. Erich hilft ihm mit einem Stift aus, den er anstelle der Zündnadel einschieben könnte. Doch bei dem Versuch, Zünder und Bombe zu stabilisieren, bemerkt Erich, dass Karl ihn hereinlegen wollte, auf dass er mit der Bombe in die Luft fliegen würde. Daraufhin schlägt Körtner Wirtz ins Gesicht. Als dieser wieder auf die Beine kommt, hat er seinen Zynismus nicht verloren. „Ich nehm‘ mal an, es ist noch immer meine Bombe“ sagt er zu Erich. „Noch immer deine Bombe“ entgegnet dieser. Dann geht Erich fort. Sekunden später fliegt der 1000-Pfund-Koloss in die Luft und zerreißt Karl.

## Produktionsnotizen
Vor uns die Hölle entstand innerhalb von rund zehn Wochen Drehzeit im Frühling 1958 in Berlin mit einer fast ausnahmslos anglo-amerikanischen Besetzung. Der Film wurde am 30. Mai 1959 in Italien uraufgeführt. Die Erstaufführung im hauptproduzierenden England war am 14. Juni 1959, in Deutschland lief der Film zwei Tage später an.
Die Filmbauten kreierte Ken Adam, die deutsche Aufnahmeleitung hatte Georg Mohr. John Hollingsworth übernahm die musikalische Leitung.

## Kritiken
„Der Zehn-Kleine-Negerlein-Methode bedient sich Regisseur Robert Aldrich zur Spannungsmache in diesem spätgezündeten Trümmerfilm, der im Berlin der ersten Nachkriegsmonate einem Bombenräumtrupp so lange zusieht, bis von den zunächst sechs Mann noch einer übrigbleibt: der Tugendhafte, den der sonst als Schurkendarsteller beschäftigte Jack Palance spielt. Ihm wird auch die von einem Bombenräumer-Rivalen (Jeff Chandler) begehrte Frau zugesprochen: die entschärfte Ex-Sexbombe Martine Carol, die sich mit erstaunlicher Mimik über gemeinplätzige Dialogstellen hinweghilft. Den amerikanischen Darstellern gelangen in der nicht immer plausiblen ‚Lohn der Angst‘-Geschichte genaue deutsche Landsertypen.“

Der Movie & Video Guide fand, dass Jeff Chandler und Jack Palance „beinah glaubwürdig als bombenentschärfende Deutsche“ seien.
Halliwell‘s Film Guide empfand den Film als ein „langweiliges, brutales, bedeutungsloses Melodram“, dass „derart konstruiert [sei], dass es wahrscheinlich niemanden kümmert, wer in die Luft fliegt“.

„Ein sorgfältig und spannend inszenierter Abenteuerfilm, beeindruckend in der Schilderung einer schicksalhaft zusammengewürfelten Gruppe von Männern, die nicht in der Lage sind, aus ihrem selbstmörderischen Job auszusteigen.“